# Hein Simons
Hendrik (Hein) Nicholas Theodore Simons (nascut a Bleijerheide (Kerkrade), el 12 d'agost de 1955) és un cantant neerlandès que als anys seixanta del segle xx va esdevenir una estrella infantil de la cançó, conegut amb el sobrenom de Heintje. Va cantar en neerlandès, alemany, anglès i afrikaans. La seva cançó més famosa va ser Mama (1967). Altres cançons que va cantar són: Du sollst nicht weinen (1968), Schwalbenlied, Ich sing ein Lied für dich, Ik hou van Holland, Omaatje lief, Oma so lieb, Zwei Kleine, Gloria in excelsis deo (1968) i Jij bent de allerbeste, entre d'altres.